# La jena di Londra
Pour plus de détails, voir Fiche technique et Distribution.
La jena di Londra est un film italien réalisé par Gino Mangini et sorti en 1964.

## Synopsis
En 1883, à Londres, un tueur en série maussade et sombre, Martin Bauer, est capturé et condamné à être pendu. Sous le nom de « La Hyène », il avait terrorisé la ville pendant trois ans avec une série d'assassinats par étranglement. Après l'exécution du fou, cependant, son corps disparaît de sa tombe et une nouvelle série de meurtres par strangulation commence dans le même quartier.
Le Dr Edward Dalton est convaincu que Bauer est revenu d'entre les morts. Sa fille Muriel est amoureuse d'un jeune homme irresponsable, Henry Quinn, qui tente de la voir contre la volonté de son père. L'assistant alcoolique d'Edward, le Dr Anthony Finney, est secrètement amoureux de Muriel et fait de Quinn un suspect dans la récente série de meurtres, ce qui conduit à l'arrestation du jeune homme. Il est révélé plus tard que le tueur est le Dr Edward, qui a volé le corps de Martin Bauer de son lieu de repos et a chirurgicalement greffé un morceau du cerveau du tueur dans le sien, transférant les compulsions folles du tueur à lui-même. Le docteur fou est abattu par la police alors qu'il tente d'étrangler Henry Quinn dans les bois. 

## Fiche technique
- Titre original italien : La jena di Londra[1]
- Réalisation : Gino Mangini (sous le nom de « Henry Wilson »)
- Scénario : Gino Mangini (sous le nom de « Henry Wilson »)
- Photographie : Guglielmo Mancori (en)
- Montage : John Alen
- Musique : Francesco De Masi
- Décors : Al Merik
- Production : Giuliano Simonetti
- Société de production : Geosfilm
- Pays de production :  Italie
- Langue de tournage : italien
- Format : Couleur - Son mono - 35 mm
- Durée : 79 minutes
- Genre : Giallo
- Dates de sortie :
  - Italie : 23 juin 1964

## Distribution
- Giotto Tempestini (it) (sous le nom de « Bernard Price ») : Dr Edward Dalton
- Patrizia Del Frae (sous le nom de « Diana Martín ») : Muriel
- Luciano Stella (sous le nom de « Tony Kendall ») : Henry
- Ilona Drasch (sous le nom de « Denise Clar ») : Margie, la gouvernante
- Claude Dantes : Elisabeth
- Luciano Pigozzi : Peter, le concierge
- Giovanni Tomaino : Chris, le majordome
- Luigi Rossi : Inspecteur O'Connor
- Angelo Dessy : Dr Anthony Finney
- Gino Rumor : Quayle
- Attilio Dottesio : l'agent de police Brown
- Mario Milita : John Reed

## Production
Le réalisateur Luigi Mangini dit Gino était avant tout un scénariste, qui a affirmé avoir écrit plus de 100 scénarios, un nombre que le critique et historien du cinéma Roberto Curti a évalué comme « un chiffre qui doit être radicalement revu à la baisse ». Avant de réaliser La jena di Londra, il a écrit des films dès le milieu des années 1950 avec Totò en enfer. Il a fait ses débuts en tant que réalisateur en 1963, en coréalisant avec Piero Ghione un documentaire politique sur la Russie, tourné dans le quartier de Monti Parioli à Rome, à la Villa Perucchetti.
La musique de film de Francesco De Masi dans La jena di Londra est tirée du film Le Spectre du professeur Hichcock de Riccardo Freda et a été réutilisée par la suite dans le film Le Froid  Baiser de la mort,.

## Exploitation
La jena di Londra a été distribué en salle en Italie par Geosfilms le 23 juin 1964. Le film a rapporté un total de 44 000 000 de lires en Italie.

### Accueil critique
Dans des critiques rétrospectives, Tim Lucas a écrit en 1989 qu'il s'agissait d'une « œuvre oubliée, mais fascinante de l'âge d'or italien ». Curti mentionne que le film est peu connu en Italie, et l'a jugé comme étant « l'une des bizarreries les plus schizophrènes de l'horreur gothique italienne », trouvant le film un peu cliché dans l'enquête policière, il a trouvé que le réalisateur a réussi à développer quelques plans d'ambiance.